# Bukowa-skoven
Bukowa-skoven (polsk navn: Puszcza Bukowa) er en skov (Natura 2000-område Szczeciński Park Krajobrazowy "Puszcza Bukowa") i Pommern, Polen (Stettin og Gryfino-byområde), på Bukowe-bakkerne og Goleniów-sletten.

## Planter
Eksempler på planter i Bukowa-skoven:
- Bøg (Fagus sylvatica)
- Fyrreslægten (Pinus)
- Eg (Quercus)
- Almindelig Taks (Taxus baccata)
- Selje-Røn (Sorbus intermedia)
- Havtorn (Hippophae rhamnoides)
- Almindelig Vedbend (Hedera helix)
- Liden Singrøn (Vinca minor)
- Almindelig Gedeblad (Lonicera periclymenum)
- Rundbladet Soldug (Drosera rotundifolia)
- Krans-Lilje (Lilium martagon)
- Ugrenet edderkopurt (Anthericum liliago)
- Nikkende Kobjælde (Pulsatilla pratensis)
- Kødfarvet Gøgeurt (Dactylorhiza incarnata)
- Hvidgul Skovlilje (Cephalanthera damasonium)

## Dyr
Eksempler på dyr i Bukowa-skoven:
- Spidssnudet frø (Rana arvalis)
- Stålorm (Anguis fragilis)
- Hugorm (Vipera berus)
- Snog (Natrix natrix)
- Glatsnog (Coronella austriaca)
- Sort stork (Ciconia nigra)
- Havørn (Haliaeetus albicilla)
- Lille skrigeørn (Aquila pomarina)
- Rød glente (Milvus milvus)

## Naturreservater
1. Bukowe Zdroje
2. Trawiasta Buczyna
3. Zrodliskowa Buczyna (polsk: Źródliskowa Buczyna)
4. Kolowskie Parowy (polsk: Kołowskie Parowy)
5. Buczynowe Wawozy (polsk: Buczynowe Wąwozy)
6. Zdroje

## Byer og landsbyer
- Byer:
  - Stettin (Szczecin)
  - Gryfino

- Landsbyer:
  - Kołbacz
  - Glinna
  - Binowo
  - Stare Czarnowo
  - Chlebowo